# Paul Molac
Paul Molac   (Ploërmel, 21 de maig de 1962) és un polític bretó que exerceix com a diputat en l'Assemblea Nacional de França des de les eleccions de 2012, en representació del departament de Morbihan. En les eleccions de 2017, va ser un dels únics quatre diputats que van ser escollits en la primera volta.
En octubre de 2018, Molac va ser un dels membres fundadors del grup parlamentari de Llibertat i Territoris.

## Posicions polítiques
L'abril de 2018, Molac es va unir a altres consignataris agrupats entorn de Sébastien Nadot per a presentar oficialment una sol·licitud de comissió de recerca sobre la legalitat de la venda d'armes franceses a la coalició liderada per l'Aràbia Saudita que lluita al Iemen, dies abans d'una visita oficial del príncep hereu saudita Mohammed bin Salman a París.
Paul Molac fou l'artífex de la «llei de promoció de les llengües regionals» que fou aprovada el 8 d'abril de 2021 a l'Assemblea Nacional Francesa. Es tracta la primera llei sobre les llengües regionals que s'aprova a l'estat francès i permet la immersió lingüística de manera voluntària a l'escola pública de les llengües minoritzades tradicionals; català, bretó, occità, basc, cors, l'alsacià i el crioll, ensenyades a les escoles de la xarxa Eskolim. Les escoles privades, que eren les úniques que podien fer immersió abans de l'aprovació de la llei, podran rebre compensacions econòmiques dels municipis on resideixen els seus alumnes, encara que no visquin en el municipi el qual pertany l'escola immersiva.